# Apriłowo (obwód Tyrgowiszte)
Apriłowo (bułg. Априлово) – wieś w Bułgarii, w obwodzie Tyrgowiszte, w gminie Popowo. W 2024 roku liczyła 638 mieszkańców.